# لورنزن رايت
لورنزن رايت (بالإنجليزية: Lorenzen Wright)‏ مواليد 4 نوفمبر 1975 في ممفيس - الوفاة 19 يوليو 2010،  كان لاعب كرة سلة أمريكي بدأ مسيرته الاحترافية في سنة 1996 وحمل الرقم 55 و42. بلغ طوله 6 قدم 11 بوصة (2.1 م). اعتزل اللعب في 2009.

## اختفاؤه ووفاته
غادر رايت منزل زوجته السابقة في كليرفيل (تينيسي) في 18 يوليو 2010، ولم يرى أو يسمع منه مرة أخرى. تقدمت أسرته ببلاغ عن اختفائه في 22 يوليو. تم العثور على جثة رايت في 28 يوليو في منطقة غابات. مازال التحقيق جار في القضية باعتبارها جريمة قتل.

## فرق لعب لها
- لوس أنجلوس كليبرز
- أتلانتا هوكس
- ميمفيس غريزليس
- سكرامنتو كينغز
- كليفلاند كافالييرز

## روابط خارجية
- لورنزن رايت على موقع إن بي أي (الإنجليزية)
- لورنزن رايت على موقع سبورتس رفرنس (الإنجليزية)
- لورنزن رايت على موقع كرة السلة الأوروبية.كوم (الإنجليزية)
- لورنزن رايت على موقع كلية كرة السلة في سبورتس رفرنس.كوم (الإنجليزية)
- لورنزن رايت على موقع ريلجم (الإنجليزية)
- لورنزن رايت على موقع بروبوليرز (الإنجليزية)